# Giuseppe Micali
Giuseppe Micali (Livorno, 19 marzo 1768 – Firenze, 27 marzo 1844) è stato un archeologo e storico italiano.

## Biografia
Micali nacque a Livorno, figlio di Giovan Carlo e da Maria Veneranda Forti. Il padre gestiva un'attività commerciale di oggetti di antiquariato e d'arte, frequentato dai viaggiatori del Grand Tour.
A diciotto anni Micali iniziò a lavorare nell'impresa paterna e viaggiò per affari in Italia e in Europa. Nei viaggi ebbe modo di conoscere Mozart, Carlo Denina, che in quel periodo si trovava a Berlino, e Melchiorre Delfico. Con quest'ultimo entrò in amicizia e riuscì a trovargli una serie di monete della Magna Grecia.
Nel periodo 1793-1795 fu in corrispondenza con il poeta Giovanni Fantoni, membro dell'Accademia dell'Arcadia.
Nel 1794 visitò Paestum.
Dal 1796 al 1799 fu a Parigi al seguito del segretario della legazione toscana, Francesco Raimondo Favi. A Parigi si convinse che per lo sviluppo politico e culturale dell'Italia si dovesse studiare le civiltà precedenti ai Greci e ai Romani.
Nel 1810 Micali iniziò la pubblicazione de L'Italia avanti il dominio dei Romani assieme a un atlante con gli Antichi monumenti per servire all'opera intitolata L'Italia avanti il dominio dei Romani. In quest'opera Micali sviluppa il pensiero che prima della supremazia di Roma la penisola italiana fosse abitata da una pluralità di popoli autoctoni ma accomunati da una comune identità culturale. Queste popolazioni autoctone sarebbero poi state assoggettate ed eclissate dalla emergente civiltà romana. Questo lavoro gli valse, assieme ad altri, il premio dell'Accademia della Crusca per la prosa.
Nel 1820 si sposò con Lucrezia Riccomanni. Trasferitosi a Firenze fu tra i primi collaboratori de L'Antologia del Vieusseux.
Nel 1821 pubblicò nuovamente L'Italia avanti il dominio dei Romani, col corredo degli Antichi monumenti e con alcuni cambiamenti prima di tutto stilistici. Sia questa edizione che la precedente furono criticate per il giudizio negativo che Micali dava ai Romani.
Nel 1832, pubblicò a Firenze in due volumi la Storia degli antichi popoli italiani con un nuovo atlante (Monumenti per servire alla storia degli antichi popoli italiani raccolti, esposti e pubblicati). In quest'opera Micali riprese le posizioni già esposte ne L'Italia avanti il dominio dei Romani ma fornendo questa volta una definizione culturale e sociale degli antichi popoli italici tra i quali assumevano ruolo ancor più rilevante gli Etruschi.
Nel 1833 divenne membro ordinario dell'Istituto di corrispondenza archeologica di Roma. Nel 1842 annunciò a Vieusseux una seconda edizione della Storia degli antichi popoli italiani che tuttavia non fu pubblicata.
Morì a Firenze il 27 marzo 1844.

## Opere
- L'Italia avanti il dominio dei Romani, Firenze, 1810
- Storia degli antichi popoli italiani, Firenze, 1832